# Ocaria thales
Ocaria thales is een vlinder uit de familie van de Lycaenidae. De wetenschappelijke naam van de soort werd als Hesperia thales in 1793 gepubliceerd door Johann Christian Fabricius.

## Synoniemen
- Brangas thrasyllus Geyer, 1837
- Thecla thalesa Hewitson, 1867